# Gruppo Sportivo Bagnolese
Il Gruppo Sportivo Bagnolese A.S.D., meglio conosciuta come Bagnolese, è una società calcistica di Bagnolo in Piano in Provincia di Reggio Emilia, venne fondata nel 1914. Disputa le sue gare interne presso lo Stadio Comunale Fratelli Campari. Attualmente milita in Promozione, la sesta divisione del campionato italiano di calcio.

## Storia
La Bagnolese vanta parecchie apparizioni in Serie D e nelle categorie interregionali e locali. Nella stagione 2009/10 termina al primo posto il campionato di Eccellenza a pari punti con la Virtus Pavullese, si rende necessaria la disputa di uno spareggio sul campo neutro di Crevalcore, che i rossoblu vincono con una rete del bomber Greco, ciò le consente di disputare il campionato di Serie D. Nella Serie D 2010-2011 arriva al terzo posto in campionato, perdendo la semifinale play-off con la Virtus Castelfranco. Nella stagione 2012-2013 la Bagnolese, al termine di un campionato tribolato, retrocede nuovamente in Eccellenza. Torna in serie D nella stagione 2020-2021, ottenendo una salvezza abbastanza tranquilla. Più tribolato il campionato successivo, ove la Bagnolese disputa il play-out contro il Sasso Marconi 1924; l'uno a uno finale dopo i tempi supplementari premia i rossoblu, che si salvano grazie al miglior posizionamento in classifica nella stagione regolare. La retrocessione è però solo rinviata; nel campionato di Serie D 2022-2023, infatti, la Bagnolese è spesso impelagata in zona retrocessione diretta, ma rimane agganciata alla speranza di salvarsi fino all'ultima giornata, quando soccombe nella trasferta di Lodi e torna mestamente in Eccellenza dopo tre anni consecutivi nella maggior categoria del calcio dilettantistico.

## Palmarès

### Competizioni regionali
- Eccellenza: 4

1998-1999 (girone A), 2002-2003 (girone A), 2009-2010 (girone A), 2019-2020 (girone A)
- Promozione: 1

1989-1990 (girone C)
- Prima Categoria: 1

1980-1981 (girone F)
- Coppa Italia Dilettanti Emilia-Romagna: 3

1997-1998, 2002-2003, 2018-2019

### Altri piazzamenti
- Coppa Italia Dilettanti:

Semifinalista: 2018-2019